# 흉가

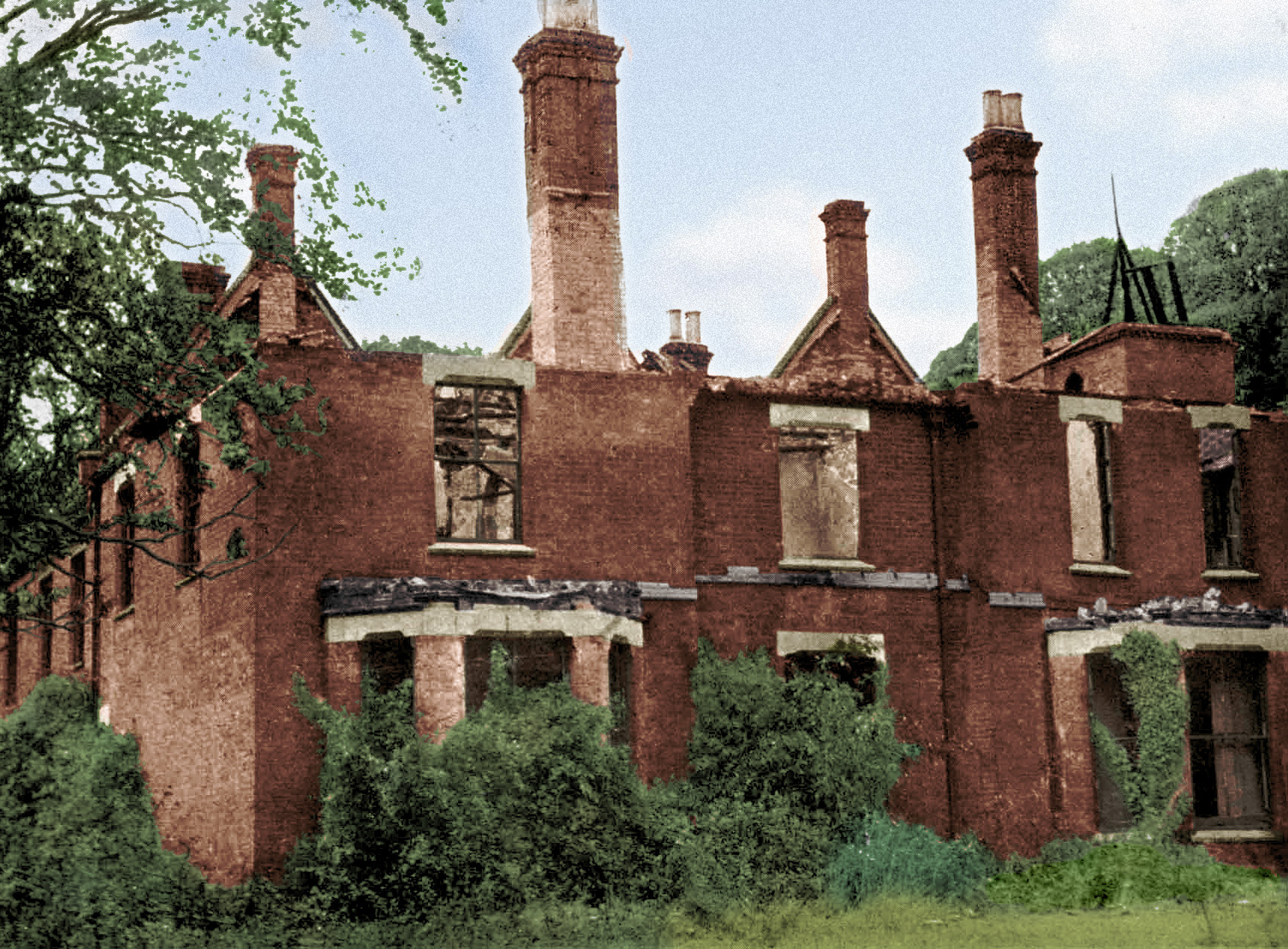
영국의 유명한 흉가 볼리 렉토리.

흉가(凶家) 또는 유령의 집은 폴터가이스트 현상이 일어나거나 유령이 목격되거나, 이상한 현상들이 일어나 사람들이 살지 못하는 집을 말한다. 그러나 이와 무관하게 그냥 동떨어져 있거나 음산한 분위기의 집들을 가리키기도 하며 이런 집들은 훌륭한 관광자원이 되기도 한다. 이들은 실제 사건, 사고가 벌어진 경우의 장소인 경우도 있지만, 대부분 인터넷이나 매스미디어 등의 매체를 통해 근거 없는 소문이 확산된 경우가 많다. 국내에서 기이한 현상이 목격되는 장소로 알려진 흉가들이 실제로 건물주의 관계가 명확하거나, 현재는 철거, 혹은 리모델링 되어 정상 운용을 하는 경우도 있다.

## 나라별 흉가

### 대한민국
곤지암 남양신경정신병원
경기도 광주에 소재한 폐건물로 미국 CNN GO(CNN 관광전문 기사파트)에서 뽑은 '세계에서 가장 소름 돋는 7곳의 장소'로 소개되면서 더욱 유명세를 탄 흉가이다. 해당 장소는 정신병원이었던 건물 이력과 폐건물의 용모가 자아내는 음산한 이미지로 기괴한 소문들이 유행했었다. 일반적으로 병원장의 자살, 환자들의 사망 등의 근거없는 소문이 있었으나, 실제로는 병원 시설 및 운용에 있어서 난항을 겪어 폐쇄되었다. 각종 방송사에서 종종 해당 건물을 취재했으며, 최근 건물 소유자 또한 현재 존재하는 상태이다.

영덕 흉가
경북 영덕군의 장사 해수욕장 근처에 있는 복층식 집이다. 이 건물 내부에 들어가서 어떤 창문(현재는 깨짐)을 보면 귀신이 보인다는 말도 있다.

대구 안경공장
6.25 전쟁때 사람들이 몸을 숨겼으나 들켜서 죽은 건물이다. 마찬가지로 죽은 사람의 영혼이 남아있다는 말도 있다.

모라 폐교
어떤 이유인지 몰라도 건축이 중단 된 학교다.
충일여고
실제로 사람이 죽은 곳이기도 하고, 귀신을 봤다는 사람도 있다.

### 영국
볼리 목사관 (Borley Rectory)은 잉글랜드 에식스주 서드베리에 소재한 고딕 양식의 건물로 1862년 완공되어 1944년 철거된 후 방치되었다. 보존되던 당시 자주 유령을 목격했다는 이야기로 인해 지금은 유명 심령 스팟이 되었다. 또한, 직간접적으로 유령이 찍힌 사진이 많지만 일부는 진위 여부가 불확실하거나 합성이다. 현재는 다른 용도로 사용되고 있다.